# Afroneta snazelli
Afroneta snazelli is een spinnensoort uit de familie hangmatspinnen (Linyphiidae). De soort komt voor in Ethiopië.